# Anton Šalát
Anton Šalát (12. června 1892 Necpaly nad Nitrou – 17. září 1944 Hájniky) byl československý a slovenský římskokatolický kněz a politik, meziválečný poslanec Národního shromáždění za Hlinkovu slovenskou ľudovou stranu, později za Autonomistický blok.

## Biografie
Základní školu a čtyři ročníky gymnázia absolvoval u piaristů v Prievidzi. Gymnázium pak dokončil v Banské Bystrici. Absolvoval bohoslovecká studia v Banské Bystrici a roku 1916 byl vysvěcen za kněze. Působil jako kaplan v Čierném Balogu, Detvě a Zvolenu. Od roku 1919 byl členem učitelského sboru na reálce ve Zvolenu. Od roku 1932 byl farářem v Hájnikách. Už během studií se angažoval v katolickém tisku a po vzniku Československa se zapojil do struktur Slovenské ľudové strany. Povoláním byl profesor. Podle údajů z roku 1935 bydlel v obci Hájniky (část města Sliač).
V parlamentních volbách v roce 1929 získal mandát v Národním shromáždění za Hlinkovu slovenskou ľudovou stranu. Obhájil ho v parlamentních volbách v roce 1935, nyní za Autonomistický blok, jehož vznik iniciovala Hlinkova slovenská ľudová strana. Poslanecké křeslo si oficiálně podržel do zrušení parlamentu 1939.
V prosinci 1938 byl zvolen ve volbách do Sněmu Slovenskej krajiny. Ve sněmu byl místopředsedou sociálního a zdravotního výboru. V březnu 1939 při takzvaném Homolově puči (krátkodobý pokus centrální československé vlády o silovou změnu poměrů na Slovensku a potlačení radikálních slovenských separatistů) byl dočasně uvězněn v Banské Bystrici.
Politicky se angažoval i za tzv. slovenského štátu. Zasedal nadále v slovenském sněmu. Profiloval se jako antisemita a antikomunista. Vydal knihy Boľševická víchrica, Obete boľševizmu, Proti boľševizmu a Vodca na Javorine.
Byl zabit partyzány během Slovenského národního povstání.